# Copenhagen Towers 2023
Questa voce raccoglie le informazioni riguardanti i Copenhagen Towers nelle competizioni ufficiali della stagione 2023.

## Nationalligaen 2023

### Stagione regolare
| Viby J 29 aprile 2023, ore 12:00 1ª giornata | Aarhus Tigers | 14 – 59 referto | Copenhagen Towers | Bøgeskov Idrætsanlæg |

| Gentofte 13 maggio 2023, ore 14:00 3ª giornata | Copenhagen Towers | 50 – 7 referto | Aalborg 89ers | Gentofte Sportspark |

| Vejle 20 maggio 2023, ore 14:00 4ª giornata | Triangle Razorbacks | 0 – 40 referto | Copenhagen Towers | Vejle Atletikstadion |

| Gentofte 2 giugno 2023, ore 19:00 6ª giornata | Copenhagen Towers | 17 – 13 referto | Søllerød Gold Diggers | Gentofte Sportspark |

| Svenstrup J 10 giugno 2023, ore 12:00 7ª giornata | Aalborg 89ers | 40 – 49 referto | Copenhagen Towers | Dall-Ferslev Idrætsforening |

| Gentofte 19 agosto 2023, ore 12:00 10ª giornata | Copenhagen Towers | 58 – 14 referto | Triangle Razorbacks | Gentofte Sportspark |

| Gentofte 2 settembre 2023, ore 14:00 12ª giornata | Copenhagen Towers | 49 – 0 referto | Aarhus Tigers | Gentofte Sportspark |

| Nærum 9 settembre 2023, ore 12:00 13ª giornata | Søllerød Gold Diggers | 0 – 35 referto | Copenhagen Towers | Rundforbi Stadion |

### Playoff
| Gentofte 24 settembre 2023, ore 12:00 Semifinale | Copenhagen Towers | 58 – 6 referto | Triangle Razorbacks | Gentofte Sportspark |

| Gladsaxe 7 ottobre 2023, ore 19:00 Mermaid Bowl | Copenhagen Towers | 50 – 36 referto | Søllerød Gold Diggers | Gladsaxe Stadium |

## Statistiche di squadra
| Competizione      | %Vittorie | In casa | In casa | In casa | In casa | In casa | In casa | In trasferta | In trasferta | In trasferta | In trasferta | In trasferta | In trasferta | Totale | Totale | Totale | Totale | Totale | Totale |
| Competizione      | %Vittorie | G       | V       | N       | P       | Pf      | Ps      | G            | V            | N            | P            | Pf           | Ps           | G      | V      | N      | P      | Pf     | Ps     |
| ----------------- | --------- | ------- | ------- | ------- | ------- | ------- | ------- | ------------ | ------------ | ------------ | ------------ | ------------ | ------------ | ------ | ------ | ------ | ------ | ------ | ------ |
| Stagione regolare | 1.000     | 4       | 4       | 0       | 1       | 174     | 34      | 4            | 4            | 0            | 0            | 183          | 54           | 8      | 8      | 0      | 0      | 357    | 88     |
| Playoff           | 1.000     | 2       | 2       | 0       | 0       | 108     | 42      | 0            | 0            | 0            | 0            | 0            | 0            | 2      | 2      | 0      | 0      | 108    | 42     |
| Totale            | .857      | 6       | 6       | 0       | 0       | 282     | 76      | 4            | 4            | 0            | 0            | 183          | 54           | 10     | 10     | 0      | 0      | 465    | 130    |